# Maniola monotoma
Maniola monotoma är en fjärilsart som beskrevs av Otto Staudinger 1886. Maniola monotoma ingår i släktet Maniola och familjen praktfjärilar. Inga underarter finns listade i Catalogue of Life.